# Hørning (Skanderborg)
Hørning is een plaats en voormalige gemeente in de Deense regio Midden-Jutland, gemeente Skanderborg. De plaats telt 6507 inwoners (2008).

## Voormalige gemeente
Hørning was tot 1 januari 2007 een gemeente in Denemarken. De oppervlakte bedroeg 67,71 km². De gemeente telde 8688 inwoners waarvan 4368 mannen en 4320 vrouwen (cijfers 2005). Bij de herindeling werd de gemeente toegevoegd aan Skanderborg.